# Die Praxis der Liebe
Die Praxis der Liebe ist ein österreichisch-deutscher Politthriller von Valie Export aus dem Jahr 1985. Adelheid Arndt spielt darin eine Videoreporterin, die einen gewaltsamen Todesfall recherchiert und erkennt, dass ihre zwei Liebhaber darin verwickelt sind. Neben der Krimihandlung thematisiert der Film mit den Mitteln des Avantgardefilms Beziehungsfragen zwischen den Geschlechtern.

## Handlung
Judith Wiener ist Videojournalistin und macht eine Reportage über Peep-Shows in Hamburg. In ihrem Hotel trifft sie zufällig ihren ehemaligen Liebhaber Alfons Schlögel und ihre Affäre flammt wieder auf. Alfons betätigt sich in Österreich als Waffenschmuggler. Sein französischer Handelspartner ist sehr unzufrieden über gescheiterte Lieferungen und macht ihm bei einem Treffen mit zwei Waffenschiebern Drohungen.
Zurück in Wien, trifft sich Judith mit Alfons in einer diskreten Pension für Sex. Auf dem Heimweg sieht sie, wie ein tödlich verletztes U-Bahn-Opfer in einen Rettungswagen geschoben wird.
Judith versucht ihren anderen Liebhaber Dr. Josef Frischkoff, einen Psychiater, anzurufen. Als sie endlich ein funktionierendes öffentliches Telefon findet, ist es schon spät und sie hat Josefs Ehefrau am Apparat, die ihn verleugnet.
Am nächsten Tag fährt Judith mit ihrem VW-Käfer-Cabrio zum ORF-Zentrum. Ihre Reportage aus Hamburg wird abgelehnt, die Machart sei für den Sender nicht geeignet. Judith besucht Josef an seinem Arbeitsplatz im Krankenhaus. Sie verabreden sich für den Abend. Judith trifft sich am Abend trotzdem zuerst mit Alfons und kommt erst spät in Josefs Wohnung. Dieser ist eifersüchtig. Judith betrinkt sich und ist ebenso eifersüchtig, da er Josef mit seiner Frau teilen muss, obwohl sie einräumt, dass sie ja selbst auch zwei Liebhaber hat.
Judith ist betroffen von dem Verstorbenen, den sie gesehen hat, und beginnt dem Todesfall nachzugehen. Auf den Überwachungsbändern der U-Bahn ist der Hergang nicht zu erkennen, eine Person entfernt sich aber verdächtig vom Tatort. Judith bekommt von ihrem Chefredakteur Namen und Foto des Opfers. Es ist Reinhold Flegel, der in Haft Patient von Josef war und dann ein enger Mitarbeiter von Alfons wurde. Judith entwendet eine Audiokassette, als sie Flegels Mutter und Schwester in deren Wohnung befragt. Offenbar hatte Flegel belastendes Material gegen Alfons gesammelt und Gespräche aufgenommen.
In einer Video-Montage vor dem Parlamentsgebäude werden Panzer und Soldaten mit Aufnahmen einer Demo der Friedensbewegung kontrastiert. Eine Rückblende zeigt, wie Waffenlieferungen von der österreichischen Exekutive abgefangen und Fahrer verhaftet werden. Flegel kann dabei entkommen. Alfons hat in Hamburg eine Besprechung mit einem Mitarbeiter, dieser solle alle Involvierten genau prüfen, da es eine undichte Stelle in der Firma gebe. Flegel ist als Alfons’ rechte Hand anwesend. Die Szene mündet in den Moment am Anfang, als Judith und Alfons sich zufällig trafen.
Judith konfrontiert Alfons mit dem Tape und einem Foto, das ihn mit Flegel zeigt. Er nennt sie eine blöde Schnüfflerin und warnt sie, sie solle sich nicht mit skrupellosen Leuten wie seinen Geschäftspartnern anlegen. 
In einer Rückblende wird der Beziehungsstreit zwischen Judith und Josef in Unterwäsche fortgesetzt, der in gegenseitigem Anschütten gipfelt. Im Bett masturbiert Josef neben der weinenden Judith. Es folgt eine (alb)traumhafte Passage, in der Judith mit dem Fahrrad durch die Stadt fährt, Josefs schwangere Frau auf offener Straße erschossen wird, Waffenkisten und Terrorszenen montiert werden und eine Frau sich auf dem Wiener Westbahnhof mit Benzin überschüttet und anzündet. 
In einer folgenden Szene sieht man Judith nackt in der Badewanne. Dann produziert sie in ihrer Wohnung eine Video-Kunstaktion zum Thema Mann-Frau-Beziehung, in der sie mit Josef in ein Zwiegespräch tritt. 
Judith trifft sich mit hohen Polizeibeamten, die die Verdachtsmomente gegen Alfons für unzureichend halten. Judith kritisiert ihren mangelnden Mut und kündigt an, direkt zum Innenminister zu gehen. Alfons’ Frau besticht den Portier der Pension für sein Stillschweigen. Alfons wurde mittlerweile verhaftet.
Judith findet ihre Wohnung verwüstet vor. Ohne zu zögern packt sie ihren Koffer. Dann tritt sie damit auf den Balkon zu ihrem Innenhof. Die Kamera zeigt den weiten Weg nach unten, dann erscheint der Titel des Films, der sich nach unten zu stürzen scheint und unten zerschellt. Während des Standbilds im Abspann sind Flughafendurchsagen zu hören und am Ende wird eine Zeitungsannonce eingeblendet, in der eine eingerichtete Wohnung zur Miete angeboten wird.

## Produktion
Die Praxis der Liebe ist der Titel eines Kapitels in Erich Fromms Buch Die Kunst des Liebens.
Der Film wurde von Valie Export Film in Koproduktion mit Königsmark & Wullenweber Film aus Hamburg und dem ZDF produziert. Er wurde durch den Österreichischen Filmförderungsfonds und das Hamburger Filmbüro e. V. gefördert. Zudem wurde der Film im Rahmen des Film-/Fernseh-Abkommens hergestellt.
Die Dreharbeiten fanden im Sommer 1984 in Wien, Niederösterreich und Hamburg statt.
Erwähnenswert ist die Filmmusik, die sowohl treibende Klavierpassagen als auch stimmungsvolle, beruhigende Saxophonklänge aufweist.

## Rezeption
Die Praxis der Liebe startete in Österreich am 25. Januar 1985 und erreichte hier 11.000 Kinobesucher. In Deutschland war der Kinostart am 14. Juni 1985.
Der Film lief bei der Berlinale 1985 im Wettbewerb um den Goldenen Bären.
Michael Fischer lobte den Film im Spiegel: „Mit ihrem ungewöhnlichen, aus der Masse des formal wohlfeilen Gremienkinos herausragenden Werk ist es Valie Export gelungen, Experimental- und Kinofilm miteinander zu verbinden – ihr Film ist ein reizvolles Rätsel, an dessen Auflösung freilich nur aufmerksame Beobachter Spaß haben werden. Dem vom Überangebot träge und blind gewordenen Publikum entlockte es während der Berlinale – wo der Film als österreichischer Beitrag im Wettbewerb lief – immerhin die wenigen Buhrufe, die heuer dort zu hören waren.“
Der Rezensent von Filmdienst konnte dem Film nichts abgewinnen: „Eine dramaturgisch völlig überfrachtete, blut- und spannungsarme Mischung aus Politkrimi und Beziehungsproblemen, deren Versuch, Stilelemente des Avantgardefilms ins Kommerzkino zu integrieren, ebenfalls fehlschlägt.“
2006 wurde der Film in die erste Staffel der DVD-Reihe Der österreichische Film aufgenommen.